# Panulirus femoristriga
Panulirus femoristriga är en kräftdjursart som beskrevs av Von Martens 1872. Panulirus femoristriga ingår i släktet Panulirus och familjen Palinuridae. IUCN kategoriserar arten globalt som livskraftig. Inga underarter finns listade i Catalogue of Life.